# Norra Älvsborgs Räddningstjänstförbund

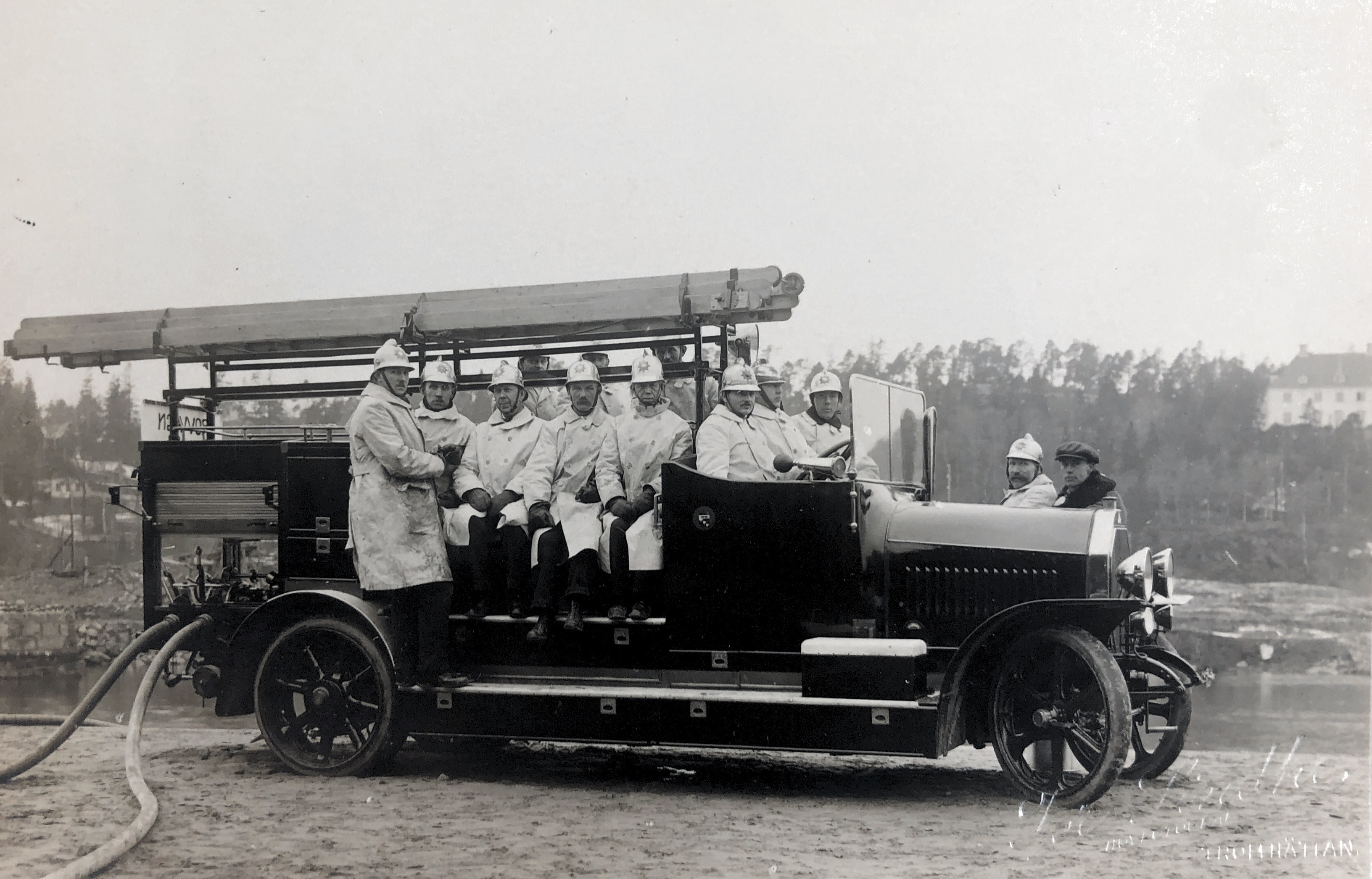
Brandbil från Trollhättans brandkår, 1934. Foto: Werner Lindhe.

Norra Älvsborgs Räddningstjänstförbund (NÄRF) bildades 1997 och består av de fyra medlemskommunerna Trollhättan, Vänersborg, Mellerud och Färgelanda. Det upplöstes 1 januari 2025, efter en sammanlagning med Räddningstjänsten Mitt Bohuslän till Räddningstjänsten Fyrbodal.

## Om förbundet
Förbundet styrdes av en politisk direktion bestående av representanter från de fyra medlemskommunerna. I uppdraget ingick att bedriva operativ räddningstjänst och arbeta förebyggande inom brand och säkerhet i ett geografiskt område med omkring 115 000 invånare. 
Inom organisationen fanns två heltidsstationer i Trollhättan respektive Vänersborg, samt sju deltidsstationer i Brålanda, Färgelanda, Högsäter, Mellerud, Sjuntorp, Vargön och Åsensbruk.